# Max Schmalzl

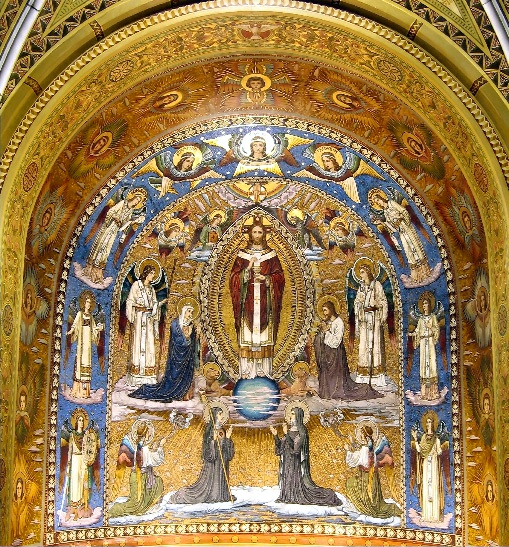
Apsismosaik im Kloster Clyde, Missouri, 1908

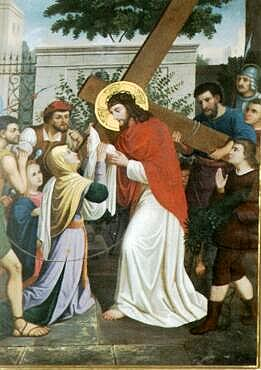
Kreuzwegstation von Max Schmalzl in der St. Theresienkirche, Regensburg

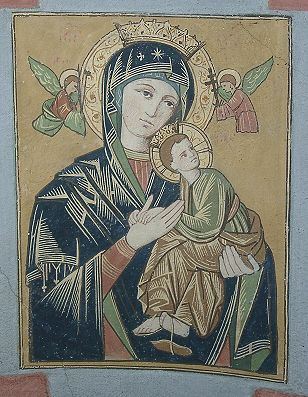
Max Schmalzl, Kopie des Gnadenbildes „Unsere Liebe Frau von der Immerwährenden Hilfe“, Vilsbiburg, 1872

Max Schmalzl (* 7. Juli 1850 in Falkenstein; † 7. Januar 1930 in Gars am Inn) war ein bayerischer Redemptorist, Kirchenmaler und Illustrator im Stil der Nazarener und der Beuroner Schule.

## Leben und Werk
Schmalzl begann zunächst 1865 eine Lehre im Bauhandwerk in Regensburg bei Johann Dorner, von 1865 bis 1867 machte er eine Lehre als Dekorationsmaler in Falkenstein bei seinem Stiefonkel Wolfgang Schmalzl. Von 1867 oder 1868 bis 1870 arbeitete er bei der Meyerschen Hofkunstanstalt in München. 1870/71 besuchte die Kunstgewerbeschule München und war dort Schüler von Theodor Spieß (1846–1920). Im Kreis-Amtsblatt für Mittelfranken wurde Schmalzl als Dekorationsmaler bezeichnet und als einer der besten Schüler der Anstalt aufgeführt, so dass er aus der „Maximilians II. Stipendien-Stiftung für kunstgewerbliche Ausbildung“ ein Stipendium von 200 Gulden erhielt.
Sein älterer Bruder Peter Schmalzl (1835–1874) war Redemptoristenpater und malte ebenfalls. Max Schmalzl brach 1871 sein Studium ab und trat 1871 im Kloster Gars ebenfalls in den Redemptoristenorden ein und legte 1878 das ewige Gelübte ab, blieb jedoch Laienbruder ohne Priesterweihe. Dafür malte er leidenschaftlich und stellte seine ganze Kunst in den Dienst der Religion. Er avancierte zu einem gefragten Kirchenmaler und seine Entwürfe wurden weltweit bestellt. Hauptsächlich handelte es sich um Bildwerke und Mosaiken im Nazarenerstil, die jedoch öfter auch deutliche Einflüsse der Beuroner Schule erkennen lassen. Werke von ihm gibt es heute außer in seiner Heimat, noch in Brasilien, in USA und in Italien. Seine Kunst war seit der zweiten Hälfte des 20. Jahrhunderts geradezu verfemt, gilt aber heute wieder als sehr kostbar und anspruchsvoll.
Monika Schwarzenberger-Wurster schrieb über ihn:

„Von seinem Eintritt in das Kloster Gars am Inn 1871 bis in die Zwischenkriegszeit schuf der vielseitig begabte Künstler, als Maler, Illustrator, Zeichner, Architekt und Gestalter kirchlichen Geräts sein umfangreiches, ausschließlich religiös motiviertes Werk. Innerhalb der divergierenden Auffassungen christlicher Malerei im 19. Jahrhundert vertrat Schmalzl die traditionelle-konventionelle Richtung. Dies tat er mit einer Rigorosität, die sein Werk letztendlich höchst individuell geraten ließ. Seine dogmenkonforme Kunstauffassung, sein frommer Lebenswandel und seine künstlerische Bescheidenheit lassen Max Schmalzl als Inkarnation eines von der christlichen Kunsttheorie geforderten Künstlerideals erscheinen. Im eklatanten Gegensatz zu seinem Werk, das von der damaligen gesamten katholischen Welt betrachtet und beachtet wurde, führte Max Schmalzl im Kloster Gars am Inn das zurückgezogene Leben eines Laienbruders und stellte sich und seine künstlerischen Fähigkeiten völlig in den Dienst der Kirche. Schmalzl war so konsequent in seiner religiösen Lebensauffassung, dass er im Sinne des mittelalterlichen Bescheidenheitstopos vielfach auf die Signatur seiner Werke verzichtete. Die Rekonstruktion seiner Lebensumstände kristallisierte Max Schmalzl als Inkarnation des Ideals vom christlichen Künstler heraus. Ein Ideal, das seitens der christlichen Kunsttheorie des fortgeschrittenen 19. Jahrhunderts vehement gefordert wurde. In Schmalzl fand die Vorstellung vom demütigen, frommen und arbeitsamen Malermönch, die bereits die Nazarener und die Beuroner zu verwirklichen suchten, ihren finalen Höhepunkt.“

Aus einer fast 50 Jahre anhaltenden Zusammenarbeit mit dem Regensburger Verlag Friedrich Pustet resultiert die bis heute gegebene Präsenz seiner Kunstschöpfungen. Schmalzl lieferte dem Verlag etwa 150 Illustrationen für liturgische Werke, Erbauungsbücher und religiöse Massendruckerzeugnisse, die in die ganze katholische Welt gingen und seine Bilder überall bekannt machten. Über Bildwerke hinaus entwarf Max Schmalzl auch Altäre, Figuren, liturgische Geräte und andere religiöse Gebrauchsgegenstände.
Max Schmalzl wird auch als „letzter Nazarener“ bezeichnet, da er diesem damals schon antiquierten Kunststil bis zu seinem Tode im Kloster Gars am Inn, 1930, immer treu blieb. In den Zeiten seiner größten Berühmtheit nannte man ihn den „bayerischen Fra Angelico da Fiesole“.
Sein Neffe Rudolf Schmalzl (1890–1932) war ebenfalls ein bekannter Kirchenmaler.

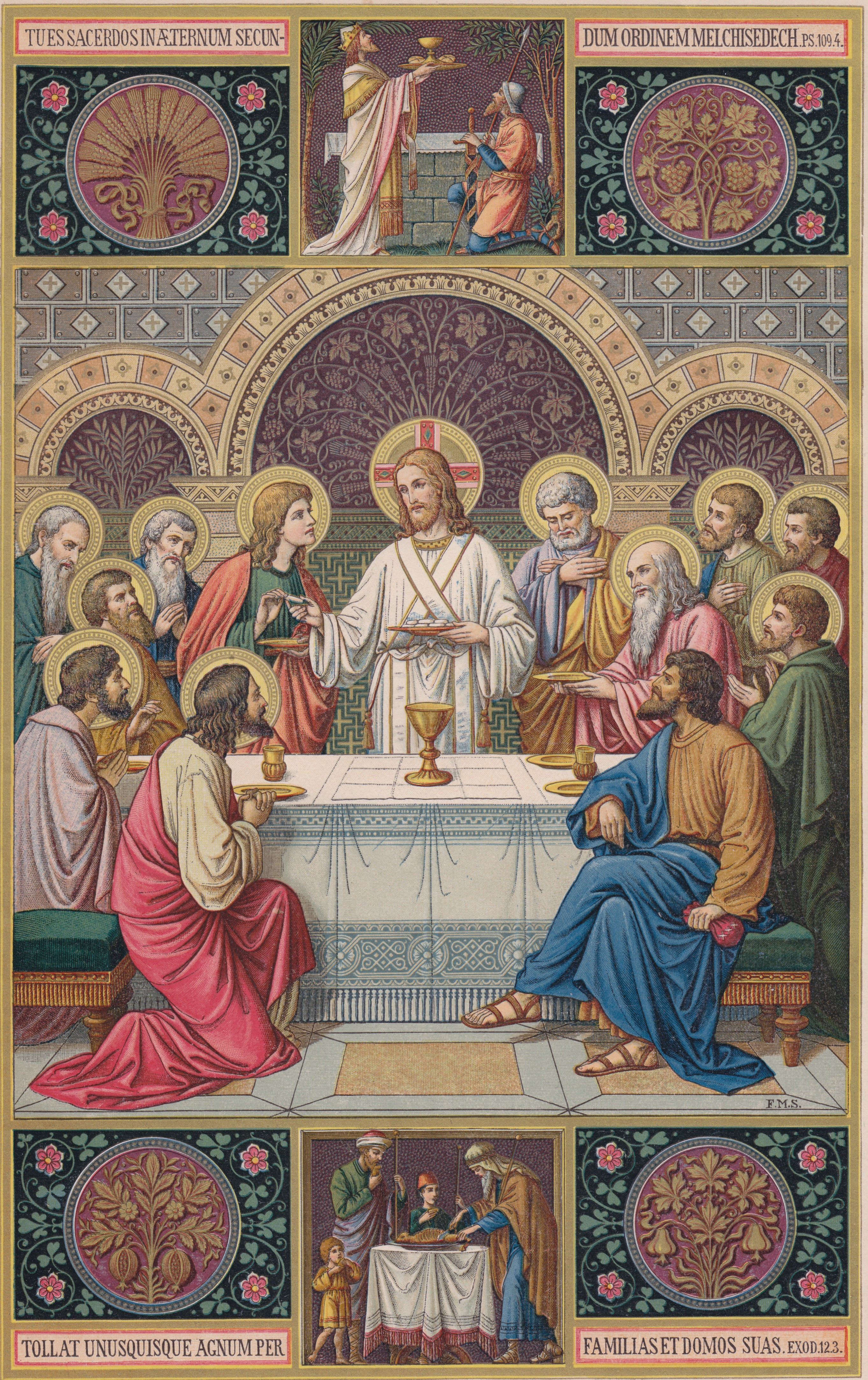
Abendmahlbild von F.M.S. (Max Schmalzl) aus dem Missale Romanum (Altarbuch) von 1923 Ratisbonae, Sumptibus et Typis Friderici Pustet

## Bekannte Einzelwerke

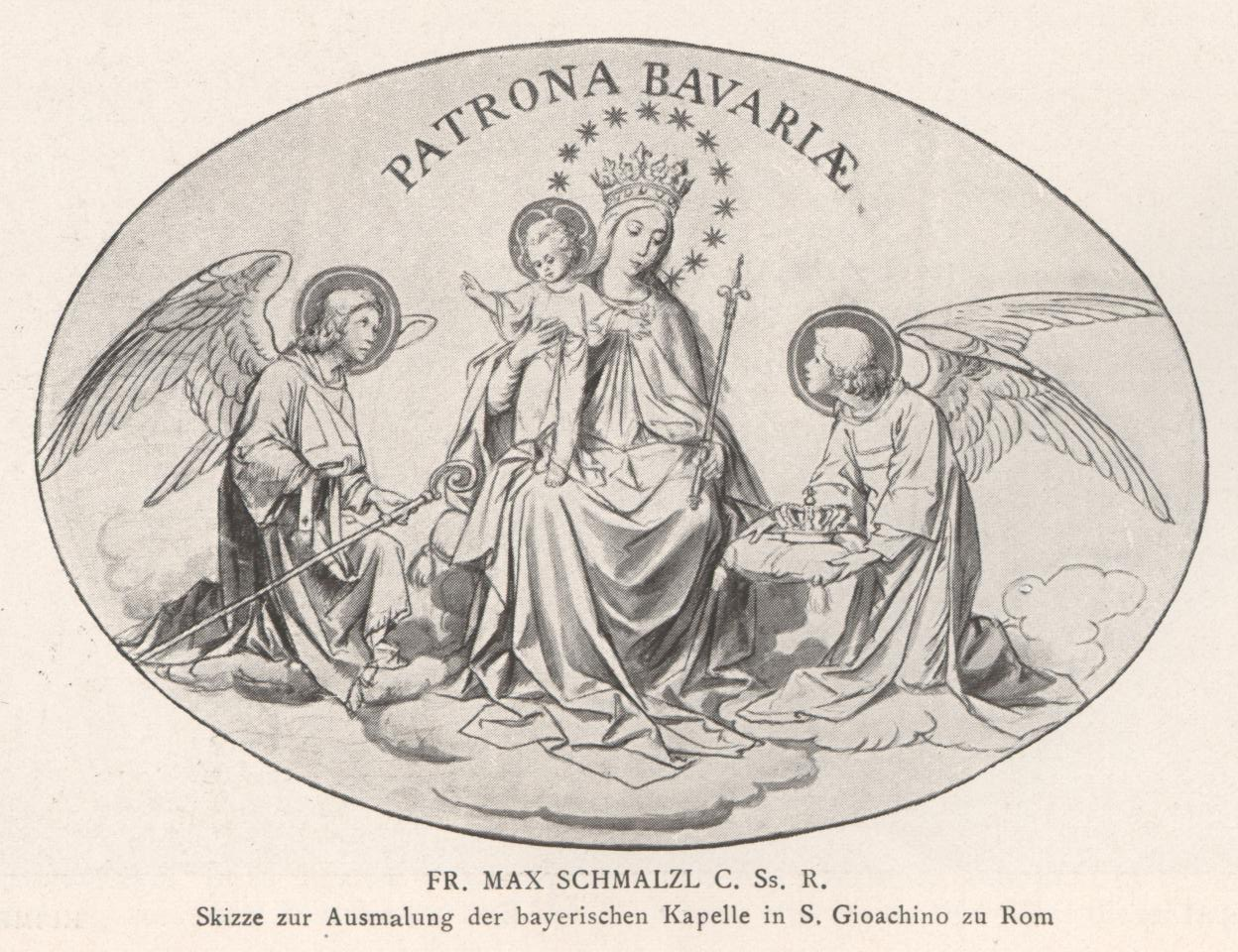
Patrona Bavariae von Max Schmalzl, für die bayerische Kapelle von San Gioacchino, Rom

Ein Kreuzweg Schmalzls ziert die Basilika von Aparecida (São Paulo), dem bekanntesten Wallfahrtsort Brasiliens. Im Rom schuf er Fresken für die Kirche Sant'Alfonso all'Esquilino und die bayerische Kapelle der Kirche San Gioacchino ai Prati di Castello. Für die Kathedrale von Covington, Kentucky ließ der deutschstämmige Bischof Ferdinand Brossart einen monumentalen Mosaikkreuzweg nach Entwürfen von Max Schmalzl fertigen.
Von dem Gnadenbild Unserer Lieben Frau von der immerwährenden Hilfe malte er eine Kopie an die Decke der Klosterkapelle der Wallfahrtskirche Maria Hilf (Vilsbiburg).